# Kraakda
Kraakda ou Kerakda est une commune de la wilaya d'El Bayadh en Algérie.

## Géographie

### Situation
Le territoire de la commune de Kraakda se situe au centre de la wilaya d'El Bayadh.
| Aïn El Orak | El Bayadh | Ghassoul |
| Aïn El Orak | Kraakda   | Ghassoul |
| Arbaouat    | Brezina   | Ghassoul |

### Localités de la commune
La commune de Kraakda est composée de cinq localités : Attoualil, Djebel Heraza, El Maghsel, Kraakda et Ouled Aïssa.